# 276389 Winkel
276389 Winkel è un asteroide della fascia principale. Scoperto nel 2002, presenta un'orbita caratterizzata da un semiasse maggiore pari a 2,260394 UA e da un'eccentricità di 0,107714, inclinata di 5,742133° rispetto all'eclittica.